# Shang'an
Shang'an (kinesiska: 上安镇, 上安) är en köping i Kina. Den ligger i provinsen Sichuan, i den sydvästra delen av landet, omkring 50 kilometer sydväst om provinshuvudstaden Chengdu. Antalet invånare är 13 893. Befolkningen består av 6 947 kvinnor och 6 946 män. Barn under 15 år utgör 12,0 %, vuxna 15-64 år 75 %, och äldre över 65 år 12,0 %.
Genomsnittlig årsnederbörd är 1 367 millimeter. Den regnigaste månaden är juli, med i genomsnitt 383 mm nederbörd, och den torraste är januari, med 12 mm nederbörd.